# Université d'Agadez
L'université d’Agadez, ou UAZ, est une université située au Niger dans la ville d’Agadez. 

## Historique
Les universités nigériennes déjà existantes étant saturées, le conseil des ministres a adopté le 10 avril 2014 le projet de création de quatre nouvelles universités : université d'Agadez, université de Diffa, université de Dosso et université de Tillabéri. Celui-ci est voté à l’unanimité par les députés de l’Assemblée nationale.

## Spécialisation
La région est riches en ressources minières, aussi l’université accueille un Institut supérieur en énergie fossile, énergie renouvelable, électromécanique et agriculture en zone aride (AZA) (ISEFER),.

## Composition et infrastructures
L’université commence ses cours en octobre 2015 avec une Faculté des sciences et techniques et un Institut universitaire de technologie. L’université est d’abord accueillie au sein de l’École des Mines de l’Aïr; un amphithéâtre de 1 000 places doit être construit.